# Chandra Kala Lamgade
Chandra Kala o Chandrakala Lamgade (10 settembre 1993) è una giavellottista e pesista nepalese.

## Biografia
Membro della Nepal Police (primo organo di sicurezza del paese), Lamgade ha esordito internazionalmente ai Giochi dell'Asia meridionale in India nel 2016, l'anno seguente ha preso parte ai Campionati asiatici finendo tredicesima. Nel 2019 ha vinto il titolo nazionale nel lancio del giavellotto e stabilito due nuovi record nazionali, anche nel getto del peso.

## Palmarès
| Anno | Manifestazione               | Sede        | Evento                 | Risultato | Prestazione | Note             |
| ---- | ---------------------------- | ----------- | ---------------------- | --------- | ----------- | ---------------- |
| 2016 | Giochi dell'Asia meridionale | Guwahati    | Getto del peso         | 4ª        | 11,03 m     |                  |
| 2016 | Giochi dell'Asia meridionale | Guwahati    | Lancio del giavellotto | 5ª        | 40,35 m     |                  |
| 2017 | Campionati asiatici          | Bhubaneswar | Lancio del giavellotto | 13ª       | 43,46 m     | Record nazionale |
| 2019 | Giochi dell'Asia meridionale | Katmandu    | Getto del peso         | 5ª        | 12,52 m     | Record nazionale |
| 2019 | Giochi dell'Asia meridionale | Katmandu    | Lancio del giavellotto | 6ª        | 44,42 m     | Record nazionale |